# ヴィタヤ・ラオハクル
ヴィタヤ・ラオハクル（Withaya Laohakul、วิทยา เลาหกุล、1954年2月1日 - ）は、タイ王国出身の元サッカー選手、サッカー指導者。タイ語読みでは、ウィタヤー・ラオハグン。日本サッカーリーグ(JSL)での登録名はビタヤ。

## 来歴

### 選手として
14人兄弟の7番目として生まれる。長男と次男も同じくサッカー選手としてタイリーグでプレーした。18歳のときにラパチャFCに加入。
1976年8月、マレーシアで開催されたムルデカトーナメントのタイ代表対日本代表の試合にて、ヴィタヤはフリーキックにより2ゴールを決めた。試合後に相手チームの釜本邦茂からヤンマーディーゼルサッカー部（現・セレッソ大阪）に誘われ、その2ヶ月後に正式なオファーを受けた。ヤンマーには1977年5月に合流したが、外国から加入した選手を対象とする日本サッカー協会の移籍規定のため公式戦出場は翌年1月からだった。1978年1月15日の三菱重工戦で日本サッカーリーグ(JSL)デビュー。以降先発出場を続け、20試合4ゴール2アシストを記録した。彼はJSL史上初めてのアジア人の外国人選手だった。
日本から帰国後、タイ代表としてエスパニョール、1FCケルンと対戦した試合におけるプレーが西ドイツのヘルタ・ベルリンのスカウトの目にとまり、1979年よりヘルタに移籍。ヨーロッパのクラブでプレーする初めてのタイ人サッカー選手となった。1979年8月12日のフォルトゥナ・デュッセルドルフ戦でブンデスリーガに初出場。1979-80シーズンのリーグ戦出場は3試合にとどまったが、チームが2. ブンデスリーガ（ドイツ2部）に降格した1980-81シーズン以降は2シーズンで計31試合に出場した。
1982年に1.FCザールブリュッケンに移籍。1982-83シーズンのオーバーリーガ（当時ドイツ3部）で昇格を決め、1983-84シーズンには2. ブンデスリーガでプレーした。
1987年7月のJSLカップから松下電器産業サッカー部（現・ガンバ大阪）でプレー。ヘッドコーチを兼任しながら選手を続け、1990年に引退（1990-91シーズンの第8節をもって登録抹消）。

### 指導者として

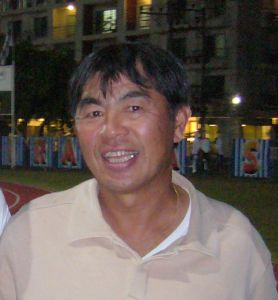
ヴィタヤ・ラオハクル（2010年）

1988年から松下電器のコーチ、Jリーグ開幕後はガンバ大阪のヘッドコーチとして日本で8年間指導者を務める。1996年に母国のバンコク・バンクを率いてタイ・プレミアリーグで優勝。1997年から1998年まではタイ代表監督を務めた。その後、アメリカのネバダ大学でアシスタントコーチ、シンガポールのセンバワン・レンジャーズFCで監督を務めた。
2007年、ヤンマー、松下電器時代から繋がりのある水口洋次監督の下で日本フットボールリーグ(JFL)所属のガイナーレ鳥取のヘッドコーチに就任。同年8月に水口監督が成績不振の責任を取り辞任した事に伴い、監督に昇格した。その後2009年まで足掛け3年間鳥取を指揮。常にチームを上位に置き、Jリーグ参入権を得られる4位以内を争ったが、いずれも終盤に失速し、J参入は達成できずに終わった。
2010年も指揮を執ることが決まっていた が、2009年12月に帰国していたタイで交通事故を起こし、脊椎骨折の重傷を負う。命に別状はなく、当初は監督続投を目指してリハビリを行っていたが回復が遅れ、クラブとの話し合いの結果、2010年2月1日に鳥取監督を辞任した。その後、古巣チョンブリーFCにテクニカルディレクターとして復帰し、2011年から同クラブの監督に再び就任。2度目となるチョンブリー監督在任時には、コーチの加藤好男、加藤光男親子やトレーナーの白木庸平ほか数多くの日本人スタッフを迎え入れてチームの強化を図った。また、櫛田一斗や鳥取時代の教え子だった樋口大輝といった選手が加入している。

### テクニカルディレクターとして
2013年シーズン終了後にチョンブリーFCの監督を退任し、現在まで同クラブのテクニカルディレクター (TD)を務めている。
また、2016年2月15日のタイサッカー協会 (FAT) の体制発表でヴィタヤはFATのTDも務めることになった。2018年アジア競技大会でU-23代表がグループステージ敗退に終わったことを受けて解任されるが、2019年6月12日に発足したタイ代表強化委員会においてヴィタヤはTDに復帰した。この後にタイ代表監督に西野朗が招へいされたが、背景にはヴィタヤの後押しがあったと報道されている。

## 人物
日本語あるいは関西弁を流暢に話すことができる。

## 所属クラブ
- 1972年 - 1976年  ラチャプラチャーFC
- 1977年 - 1978年  ヤンマーディーゼルサッカー部
- 1979年 - 1981年  ヘルタ・ベルリン
- 1982年 - 1984年  1.FCザールブリュッケン
- 1984年 - 1985年  ラチャプラチャーFC
- 1986年 - 1990年  松下電器産業サッカー部

## 個人成績
| 国内大会個人成績 | 国内大会個人成績 | 国内大会個人成績 | 国内大会個人成績 | 国内大会個人成績 | 国内大会個人成績 | 国内大会個人成績 | 国内大会個人成績 | 国内大会個人成績 | 国内大会個人成績 | 国内大会個人成績 | 国内大会個人成績 |
| 年度             | クラブ           | 背番号           | リーグ           | リーグ戦         | リーグ戦         | リーグ杯         | リーグ杯         | オープン杯       | オープン杯       | 期間通算         | 期間通算         |
| 年度             | クラブ           | 背番号           | リーグ           | 出場             | 得点             | 出場             | 得点             | 出場             | 得点             | 出場             | 得点             |
| 日本             | 日本             | 日本             | 日本             | リーグ戦         | リーグ戦         | JSL杯            | JSL杯            | 天皇杯           | 天皇杯           | 期間通算         | 期間通算         |
| ---------------- | ---------------- | ---------------- | ---------------- | ---------------- | ---------------- | ---------------- | ---------------- | ---------------- | ---------------- | ---------------- | ---------------- |
| 1977             | ヤンマー         |                  | JSL1部           |                  |                  |                  |                  |                  |                  |                  |                  |
| 1978             | ヤンマー         |                  | JSL1部           |                  |                  |                  |                  |                  |                  |                  |                  |
| 1987             | 松下             | 15               | JSL2部           | 18               | 3                | 2                | 1                |                  |                  |                  |                  |
| 1988-89          | 松下             | 15               | JSL1部           | 21               | 3                | 1                | 0                |                  |                  |                  |                  |
| 1989-90          | 松下             | 15               | JSL1部           | 16               | 0                | 1                | 0                |                  |                  |                  |                  |
| 1990-91          | 松下             | 15               | JSL1部           | 0                | 0                | 1                | 0                |                  |                  |                  |                  |
| 通算             | 日本             | 日本             | JSL1部           | 57               | 7                |                  |                  |                  |                  |                  |                  |
| 通算             | 日本             | 日本             | JSL2部           | 18               | 3                | 2                | 1                |                  |                  |                  |                  |
| 総通算           |                  |                  |                  |                  |                  |                  |                  |                  |                  |                  |                  |

- ヤンマー通算2シーズン20試合4得点
- 松下通算3シーズン37試合3得点

## 指導歴
- 1988年 - 1995年  松下電器/ガンバ大阪：ヘッドコーチ
- 1996年  バンコク・バンクFC：監督
- 1997年  タイ代表：監督
- 1998年 - 1999年  BMA FC：監督
- 2000年  U-16タイ代表：監督
- 2001年  ネヴァダ大学：アシスタントコーチ
- 2002年 - 2003年  センバワン・レンジャーズFC：U-18、U-16監督
- 2004年  センバワン・レンジャーズFC：監督
- 2004年 - 2006年  チョンブリーFC：監督兼強化部長
- 2007年 - 2007年8月  ガイナーレ鳥取：ヘッドコーチ
- 2007年8月 - 2010年2月  ガイナーレ鳥取：監督
- 2010年  チョンブリーFC：テクニカルディレクター
- 2011年 - 2013年  チョンブリーFC：監督
- 2014年 - 現在  チョンブリーFC：テクニカルディレクター
- 2016年 - 2018年  タイサッカー協会：テクニカルディレクター
- 2019年 - 現在  タイサッカー協会：テクニカルディレクター

## 監督成績
日本国内成績
| 年度 | 所属 | クラブ | リーグ戦 | リーグ戦 | リーグ戦 | リーグ戦 | リーグ戦 | リーグ戦 | カップ戦 | カップ戦 |
| 年度 | 所属 | クラブ | 順位     | 試合     | 勝点     | 勝       | 分       | 敗       | リーグ杯 | 天皇杯   |
| ---- | ---- | ------ | -------- | -------- | -------- | -------- | -------- | -------- | -------- | -------- |
| 2007 | JFL  | 鳥取   | 14位     |          |          |          |          |          | -        | 2回戦    |
| 2008 | JFL  | 鳥取   | 5位      | 34       | 57       | 17       | 6        | 11       | -        | 1回戦    |
| 2009 | JFL  | 鳥取   | 5位      | 34       | 56       | 16       | 8        | 10       | -        | 2回戦    |

- 2007年の順位は最終順位。

## 獲得タイトル

### 選手
- チーム
  - 東南アジア競技大会 優勝:1977
  - en:Oberliga Südwest 優勝:1983

### コーチ
- チーム
  - 天皇杯 優勝:1990
  - クィーンズカップ（タイサッカー協会主催のカップ戦）優勝:1992

### 監督
- 個人
  - タイ王国プレミアリーグ 最優秀監督:1997
- チーム
  - タイ王国プレミアリーグ 優勝:1996-97